# Años 430 a. C.
Los años 430 antes de Cristo transcurrieron entre los años 439 a. C. y 430 a. C. 

## Acontecimientos
- 438 a. C.: En Roma se nombra dictador a Lucio Quincio Chinchinato para acabar con la conspiración de Espurio Melio.
- 436-435 a. C.: Conflicto en Epidamno, colonia de Corinto; los oligarcas pidieron ayuda a Córcira. Es uno de los episodios que llevó a la guerra del Peloponeso.
- 432-431 a. C.: Las asambleas de la Liga del Peloponeso, liderada por Esparta, deciden entrar en guerra con Atenas.
- 431-404 a. C.: guerra del Peloponeso en la Antigua Grecia.
- 430 a. C. muerte de Zenón de Elea, último de los eleatas